# TV Makelaar (Vlaanderen)
TV Makelaar is oorspronkelijk een Nederlands televisieprogramma. Het wordt in België uitgezonden op VTM. In dit programma, gepresenteerd door Jo De Poorter en Pascale Naessens, wordt geprobeerd huizen voor particulieren te kopen en te verkopen. In hun zoektocht worden ze bijgestaan door architect Peter Vermeulen en interieur-designer Christophe Aertssen. Ook kunnen de kijkers van 'TV Makelaar' tijdens elke aflevering een exclusieve blik werpen op een droomhuis. Het programma loopt sinds 6 december 2007 op het scherm.

## Kopen
Aan de hand van de wensen van de kandidaat zoekt Jo De Poorter drie huizen uit, die ze samen gaan bezichtigen. Na afloop voegt architect Peter Vermeulen zich bij het gezelschap om de technische, praktische en financiële kant van de aangeboden huizen uit te klaren. Tot slot vraagt Jo aan de mogelijke koper(s) of er een bod zal worden uitgebracht.

## Verkopen
Pascale Naessens helpt particulieren met de verkoop van hun woning. Samen met interieurstylist Christophe Aertssen zorgt ze ervoor dat de woning wordt opgefleurd en eventuele klusjes worden opgeknapt, zodat het huis er piekfijn bijligt voor de zogenaamde "Open Huizendag", die het programma voor de verkoper(s) organiseert. Tussen het werk door maakt Peter Vermeulen een prijsschatting op en geeft hij ook de nodige duiding. Een tijdje later keert Pascale terug, met de vraag of de "Open Huizendag" een succes is geweest, en zo niet, wat de verdere plannen zijn.